# Nielegalna aborcja

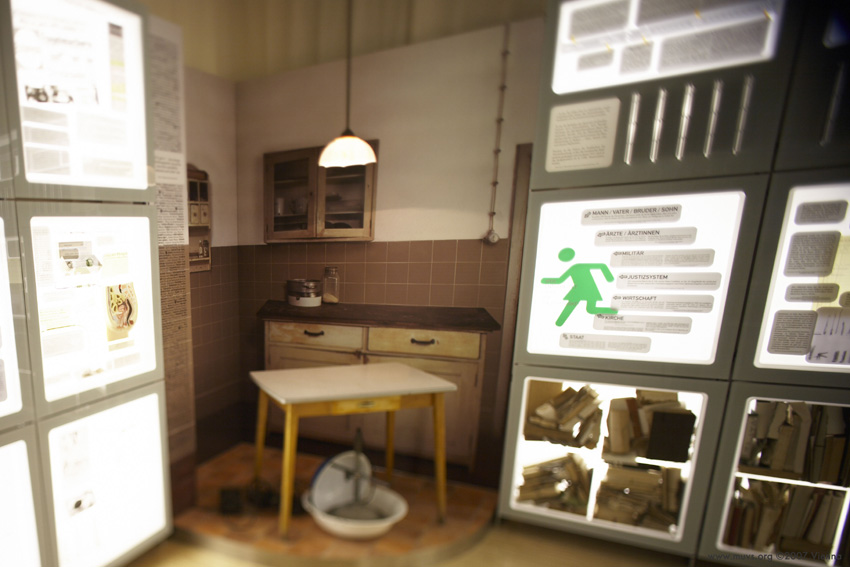
Wystawa poświęcona nielegalnym aborcjom w wiedeńskim Muzeum Antykoncepcji i Aborcji (MUVS)

Nielegalna aborcja – zabieg przerwania ciąży wykonany wbrew obowiązującemu lokalnie prawu. Dotyczy zarówno sytuacji, w których aborcja w danej sytuacji nie jest prawnie dopuszczalna, jak i takich, w których wykonująca ją osoba nie ma do tego właściwych uprawnień lub w ogóle nie jest certyfikowanym lekarzem. W użyciu jest także ogólniejszy termin podziemie aborcyjne, oznaczający rynek tego typu usług.
Nielegalnie wykonywane aborcje zwiększają ryzyko poważnych powikłań lub nawet śmierci dla poddającej się jej kobiety. Grozi jej także stygmatyzacja z powodu prawnych uwarunkowań w danym kraju, lub samego faktu zajścia w ciążę, na przykład w wieku uznawanym przez społeczeństwo za nieodpowiedni.
W różnych krajach, a często także na różnych terytoriach tego samego państwa, mogą występować różnice prawne zarówno w dopuszczalności aborcji (tak na danym etapie ciąży, jak i w konkretnej sytuacji), jak i w wymaganych do jej wykonania uprawnieniach.

## Nielegalne aborcje w Polsce
W Polsce za nielegalną aborcję uznaje się przestępstwo karalnego przerwania ciąży, zgodnie z art. 152-154 Kodeksu karnego zagrożonym od 6 miesięcy do 8 lat ograniczenia wolności, w zależności od uwarunkowań. W związku ze specyficznymi uwarunkowaniami prawnymi w Polsce nie jest możliwe oszacowanie skali zjawiska podziemia aborcyjnego. Organizacje pro-choice twierdzą, że jest to zjawisko powszechne.
Współcześnie szacuje się, że większość nielegalnych zabiegów w Polsce przeprowadzają wykwalifikowani lekarze, podobnie było przed nowelizacją Kodeksu karnego w 1932. Zabiegi takie otwarcie reklamowane są w prasie codziennej, choć pod eufemistycznymi nazwami, i są powszechnie dostępne, choć za wysoką cenę.
Według oficjalnych danych, tj. corocznych sprawozdań, które zgodnie z ustawą ma corocznie przedstawiać rząd, ilość przestępstw aborcyjnych wynosi od kilkudziesięciu do kilkaset rocznie. Najwięcej przypadków dotyczy złamania art. 152 § 2 kodeksu karnego, dotyczącego udzielania pomocy kobiecie w przerwaniu życia jej dziecka lub nakłaniania jej do tego.
Przerywanie ciąży za zgodą kobiety z naruszeniem przepisów ustawy (prawa) jest zagrożone karą pozbawienia wolności do lat 3 (typ podstawowy określony art. 152 § 1 kk). Tej samej karze podlega osoba, która udziela kobiecie ciężarnej pomocy w przerwaniu ciąży z naruszeniem przepisów ustawy lub ją do tego nakłania (pomocnictwo i podżeganie, § 2). Kwalifikowanym przez następstwo jest dopuszczenie się tych czynów, gdy płód osiągnął zdolność do samodzielnego życia poza organizmem kobiety ciężarnej – zagrożenie ustawowe wynosi od 6 miesięcy do lat 8 kary pozbawienia wolności (art. 152 § 3 kk).
Przerywanie ciąży bez zgody kobiety poprzez stosowanie wobec niej przemocy lub w przerywanie tej ciąży inny sposób oraz doprowadzenie kobiety ciężarnej do przerwania ciąży przemocą, groźbą bezprawną lub podstępem jest zagrożone karą pozbawienia wolności od 6 miesięcy do lat 8 (typ podstawowy określony art. 153 § 1 kk). Gdy płód osiągnął zdolność do samodzielnego życia poza organizmem kobiety ciężarnej, kara pozbawienia wolności wynosi od roku do lat 10 (art. 153 § 2 kk).
Art. 154 Kodeksu karnego kwalifikuje powyższe typy czynów zabronionych:
1. Jeżeli następstwem czynu określonego w art. 152 § 1 lub 2 kk jest śmierć kobiety ciężarnej, sprawca podlega karze pozbawienia wolności od roku do lat 10.
2. Jeżeli następstwem czynu określonego w art. 152 § 3 kk lub w art. 153 kk jest śmierć kobiety ciężarnej, sprawca podlega karze pozbawienia wolności od lat 2 do 12.

Zachowanie kobiety, która poddaje się zabiegowi bezprawnego przerwania ciąży, do niego podżega lub dokonuje aborcji samodzielnie, nie stanowi czynu zabronionego. Dlatego koniecznym było wprowadzenie do części szczególnej kodeksu karnego karalności postaci zjawiskowych takich jak podżeganie lub pomocnictwo do przerwania ciąży.
Największe praktyczne znaczenie przy ocenie karalności czynu przerywania ciąży ma ustawa z dnia 6 czerwca 1997 r. – Kodeks karny (Dz.U. z 2022 r. poz. 1138) oraz ustawa z dnia 7 stycznia 1993 r. o planowaniu rodziny, ochronie płodu ludzkiego i warunkach dopuszczalności przerywania ciąży (Dz.U. z 2022 r. poz. 1575).
Według opinii opublikowanej przez Ordo Iuris prawo wskazuje również na niezgodność aborcji z Konstytucją, Powszechną Deklaracja Praw Człowieka i Karta Praw Podstawowych UE, mających pierwszeństwo nad Kodeksem rodzinnym i opiekuńczym, tym samym czyniąc przesłanki legalnej aborcji nieważnymi na mocy art. 8 Konstytucji (w odniesieniu do art. 38) i art. 92 Konstytucji (art. 3 i art. 6), dając tym samym prawo do ukarania na mocy Art. 148 Kodeksu karnego.

## Nielegalne aborcje na świecie

### Andora
Prawo w Andorze bezwzględnie zakazuje aborcji (art. 185-188 kodeksu karnego). Kobiecie za przerwanie ciąży grozi kara do dwóch i pół roku więzienia, osobie wykonującej aborcję za jej zgodą do czterech lat więzienia. Jeśli osoba wykonująca aborcję jest pracownikiem służby zdrowia, zwyczajowo się tym zajmuje lub robi to z chęci zysku maksymalna kara wynosi sześć lat. Za przerwanie ciąży bez zgody kobiety grozi do dziesięciu lat więzienia, jeśli zaś skutkiem zabiegu jest śmierć kobiety lub ciężki uszczerbek na jej zdrowiu maksymalna kara wynosi dwanaście lat. Karalne jest również oferowanie usług aborcyjnych, pomoc w dokonaniu aborcji bądź namawianie kobiety do usunięcia ciąży – stanowi to przestępstwo zagrożone karą do trzech lat więzienia.

### Chile
Analogicznie jak w przypadku Andory chilijskie prawo zabrania aborcji bez względu na okoliczności, jednak podlega ona karaniu tylko gdy została dokonana maliciosamente (hiszp. w złej wierze, umyślnie). Kodeks karny przewiduje uprzywilejowaną formę spędzenia płodu lub poddania się przez kobietę zabiegowi przerwania ciąży gdy zostało ono wykonane para ocultar deshonra de la mujer embarazada (hiszp. w celu ochrony reputacji kobiety ciężarnej). Typy kwalifikowane występują, gdy ciążę przerwano bez zgody kobiety ciężarnej lub z użyciem przemocy wobec niej. Prawo penalizuje też pomoc w dokonaniu aborcji w ramach obowiązków służbowych.

### Niemcy
Paragraf 218 niemieckiego kodeksu karnego (Strafgesetzbuch) przewiduje za przerwanie ciąży karę pozbawienia wolności do lat trzech lub karę grzywny, kary te nie są jednak egzekwowane, gdy od poczęcia minęło mniej niż dwanaście tygodni, zabieg aborcyjny był wykonany przez lekarza, kobieta ciężarna skorzystała z odpowiednich konsultacji i między konsultacją a zabiegiem zachowano odstęp min. trzech dni. Karalne natomiast jest usunięcie ciąży bez zgody kobiety lub skutkujące jej śmiercią bądź ciężkim uszczerbkiem dla zdrowia jak też nakłanianie kobiety do aborcji. Usiłowanie jest karalne, jednak kobieta ciężarna nie podlega za nie odpowiedzialności karnej. Przerwanie ciąży nie jest przestępstwem gdy ciąża zagraża życiu lub zdrowiu matki bądź też powstała w wyniku przestępstwa. W szczególnych wypadkach sąd może odstąpić od wymierzenia kary względem kobiety ciężarnej.

### Rumunia
Rumuński kodeks karny przewiduje za przerwanie ciąży z naruszeniem przepisów ustawy karę pozbawienia wolności od sześciu miesięcy do trzech lat, gdy zostało dokonane za zgodą kobiety ciężarnej oraz od dwóch do siedmiu lat gdy ciążę przerwano bez jej zgody.

### Salwador
Podobnie jak w przypadku Andory i Chile aborcja jest zakazana w tym środkowoamerykańskim państwie bez względu na okoliczności, chociaż nie karze się za nią, jeśli do poronienia doszło skutkiem nieuwagi kobiety ciężarnej (art. 133-137 kodeksu karnego). Aborcja za zgodą kobiety ciężarnej jest karana więzieniem od dwóch do ośmiu lat (tej samej karze podlega kobieta ciężarna), bez jej zgody od czterech do dziesięciu lat. Personel medyczny jest karany więzieniem od sześciu do dwunastu lat z zakazem wykonywania zawodu. Nieumyślne spowodowanie poronienia jest karane więzieniem od sześciu miesięcy do dwóch lat. Konstytucja Salwadoru gwarantuje każdej osobie ludzkiej prawo do życia od momentu poczęcia.